# Nukabad
Nūkābād (farsi نوک‌آباد) è una città dello shahrestān di Khash, circoscrizione di Nukabad, nella provincia del Sistan e Baluchistan in Iran. Aveva, nel 2006, una popolazione di 2.821 abitanti. 